# Schuyler S. Wheeler
Schuyler Skaats Wheeler (17 de maig de 1860 – 20 d'abril de 1923) fou un enginyer americà que va inventar el ventilador elèctric de dues aspes el 1882, a 22 anys. també va patentar un tipus de bateria elèctrica. Va rebre la Medalla John Scott de The Franklin Institute el 1904 i va ser president de l'Institut Americà d'Enginyers Elèctrics entre 1905 i 1906.
Wheeler va néixer a Nova York. El seu ventilador va ser produït per la Crocker and Curtis Electric Motor Company. Es va casar amb Amy Sutton l'11 d'octubre de 1898. Va morir d'una angina de pita casa seva a Manhattan.